# Dissangis
Dissangis é uma comuna francesa na região administrativa de Borgonha-Franco-Condado, no departamento de Yonne. Estende-se por uma área de 7,25 km². Em 2010 a comuna tinha 126 habitantes (densidade: 17,4 hab./km²).